# Lophelia

distribuição dos recifes de Lophelia pertusa nas costas ocidentais da Europa.

Lophelia Milne-Edwards & Haime, 1849 é um género de corais duros da família Caryophylliidae da ordem de cnidários coralíferos Scleractinia.

## Descrição
Lophelia é um género de corais duros (Scleractinia) que forma colónias ramificadas, de aspecto arbustivo, com ramos robustos. Os ramos individuais podem atingir 0,5 m de comprimento. Os pólipos estão rodeados por paredes quitinosas espessadas (coralitos) e translúcidas, de coloração beige ou alaranjada. Ao contrário de seus parentes tropicais, estes corais não vivem em uma relação simbiótica com zooxantelas, alimentando-se exclusivamente pela captura de plâncton. estima-se que estas colónias cresçam em comprimento, em média, 1 cm por ano.
As duas espécies de Lophelia conhecidas são cosmopolitas, ocorrendo nas águas temperadas e frias de todos os oceanos, em profundidades de 60-2100 metros, instalando-se sobre substratos rochosos. São conhecidos grandes recifes de Lophelia ao largo da costa da Noruega, das ilhas Faroé e no talude continental a oeste das ilhas Britânicas (fossa de Rockall).
Os recifes de Lophelia tendem a fixar uma fauna específica, constituíndo o suporte de comunidades complexas que incluem o coral Madrepora oculata e uma grande diversidade de moluscos, braquiópodes, crustáceos e peixes. Esta fauna característica, com uma composição estável, é conhecido como a associação Lophelia.
Na costa do sul da Noruega encontram-se ramos fósseis de Lophelia, datados do Pleistoceno recente, em formações sedimentares que actualmente se encontram a um altura de 100 metros acima do nível médio do mar. Esses fósseis resultaram de depósitos formados quando a massa de terra da Península Escandinava esteve isostaticamente afundada cerca de 150 metros abaixo da sua presente posição devido ao peso da camada de gelo glacial.

## Lista de espécies
O género Lophelia inclui as seguintes espécies:
- Lophelia pertusa (Linnaeus, 1758)
- Lophelia prolifera (Pallas, 1766)